# Чески-Штернберк
Чески-Штернберк (чеш. Český Šternberk, истор. нем. Böhmisch Sternberg) — небольшое селение (местечко) на юго-востоке Среднечешского края, близ Бенешова. Находится рядом с замком Чески-Штернберк.

## География
Местечко расположено на высоте 310 метров над уровнем моря, в излучине реки Сазава. Чуть южнее селения находится град Чески-Штернберк. К северу от поселения находится деревня Черженице, к северо-востоку — Маловиды, к востоку — Залибена и Отрыбы, к югу — Радонице, к юго-западу — Штернов, а к северо-западу Драгнёвице.

## История
Первая деревня у подножия града Чески-Штернберк возникла в 13 веке. В 1901 году сюда была проведена железнодорожная ветка, и Чески-Штернберк, благодаря своей исторической ценности и хорошей доступности, стал туристическим местом.
В 1920-х гг. на левом берегу реки Сазава была построена водяная мельница, подобная той, о которой существуют записи с конца 16 века. Здание мельницы сохранилось до наших дней, но находится в плачевном состоянии. В 1970-х гг. у мельницы соорудили плотину, которая также сохранилась до сегодняшнего дня. Сейчас дома в Штернберке строятся в основном на холмах правого берега Сазавы.
С 10 сентября 2006 года селению был возвращен статус местечка.

## Транспорт
Сегодня по правому берегу Сазавы проходит железная дорога Черчаны — Светла-над-Сазавоу, и в местечке расположены две станции: ст. Чески-Штернберк (недалеко от моста через реку) и ст. Вокзал Чески-Штернберк. В прошлом, на месте нынешнего коттеджного поселка, существовала третья станция — Чейковице, но она позже была закрыта и разрушена.
В местечке заканчивают свой маршрут два автобуса: из Праги и из Влашима. На расстоянии 5 километров западнее от селения находится автомагистраль D1 (Exit 41). Также через селение проходит дорога на Кутну-Гору.

## Население
| Год  | Численность | Численность |
| ---- | ----------- | ----------- |
| 1869 | 494         | [ 6 ]       |
| 1880 | 455         | [ 6 ]       |
| 1890 | 453         | [ 6 ]       |
| 1900 | 533         | [ 6 ]       |
| 1910 | 395         | [ 6 ]       |
| 1921 | 422         | [ 6 ]       |
| 1930 | 438         | [ 6 ]       |
| 1950 | 332         | [ 6 ]       |
| 1961 | 364         | [ 6 ]       |
| 1970 | 274         | [ 6 ]       |
| 1980 | 215         | [ 6 ]       |
| 1991 | 152         | [ 6 ]       |
| 2001 | 150         | [ 6 ]       |
| 2014 | 154         | [ 7 ]       |
| 2016 | 158         | [ 8 ]       |
| 2017 | 153         | [ 9 ]       |
| 2018 | 155         | [ 10 ]      |
| 2019 | 164         | [ 11 ]      |
| 2020 | 166         | [ 12 ]      |
| 2021 | 175         | [ 13 ]      |
| 2022 | 163         | [ 14 ]      |
| 2023 | 175         | [ 15 ]      |
| 2024 | 184         | [ 3 ]       |

## Города-побратимы
- Штернберк, Чехия